# (5940) Feliksobolev
(5940) Feliksobolev est un astéroïde de la ceinture principale.

## Description
(5940) Feliksobolev est un astéroïde de la ceinture principale. Il fut découvert le 8 octobre 1981 à Nauchnyj par Lioudmila Tchernykh. Il présente une orbite caractérisée par un demi-grand axe de 3,04 UA, une excentricité de 0,10 et une inclinaison de 11,1° par rapport à l'écliptique.
Il porte le nom de Felix Sobolev (1931-1984), réalisateur ukrainien de films scientifiques.

## Compléments